# John Caskie

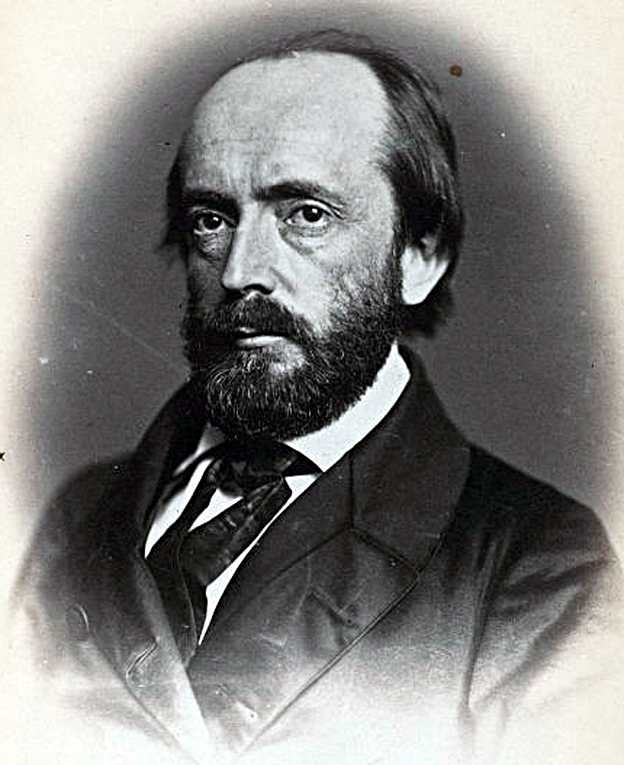
John Caskie (1859)

John Samuels Caskie (* 8. November 1821 in Richmond, Virginia; † 16. Dezember 1869 ebenda) war ein US-amerikanischer Politiker. Zwischen 1851 und 1859 vertrat er den Bundesstaat Virginia im US-Repräsentantenhaus.

## Werdegang
John Caskie studierte bis 1842 an der University of Virginia in Charlottesville Jura. Nach seiner Zulassung als Rechtsanwalt begann er in Richmond in diesem Beruf zu arbeiten. Zwischen 1842 und 1846 war er dort auch als Staatsanwalt tätig. Anschließend war er von 1846 bis 1849 Richter. Gleichzeitig schlug er als Mitglied der Demokratischen Partei eine politische Laufbahn ein.
Bei den Kongresswahlen des Jahres 1850 wurde Caskie im achten Wahlbezirk von Virginia in das US-Repräsentantenhaus in Washington, D.C. gewählt, wo er am 4. März 1851 die Nachfolge von James Alexander Seddon antrat. Nach drei Wiederwahlen konnte er bis zum 3. März 1859 vier Legislaturperioden im Kongress absolvieren. Diese waren von den Ereignissen im Vorfeld des Bürgerkrieges geprägt. Seit 1853 vertrat Caskie als Nachfolger von Thomas H. Averett den dritten Distrikt seines Staates. Im Jahr 1858 wurde er von seiner Partei nicht mehr zur Wiederwahl nominiert.
Nach dem Ende seiner Zeit im US-Repräsentantenhaus praktizierte er wieder als Anwalt. Er starb am 16. Dezember 1869 in seiner Heimatstadt Richmond.